# Террор (вулкан)
Террор (англ. Mount Terror) — великий щитовий вулкан, висотою 3230 м, який формує східну частину острова Росса, що у морі Росса в Антарктиді. Він має численні конуси шлаку, покриті в основному снігом і льодом. Це другий за величиною з чотирьох вулканів, які утворюють острів Росса, розташований за 32,36 км на схід від вулкана Еребус.

## Відкриття і вивчення

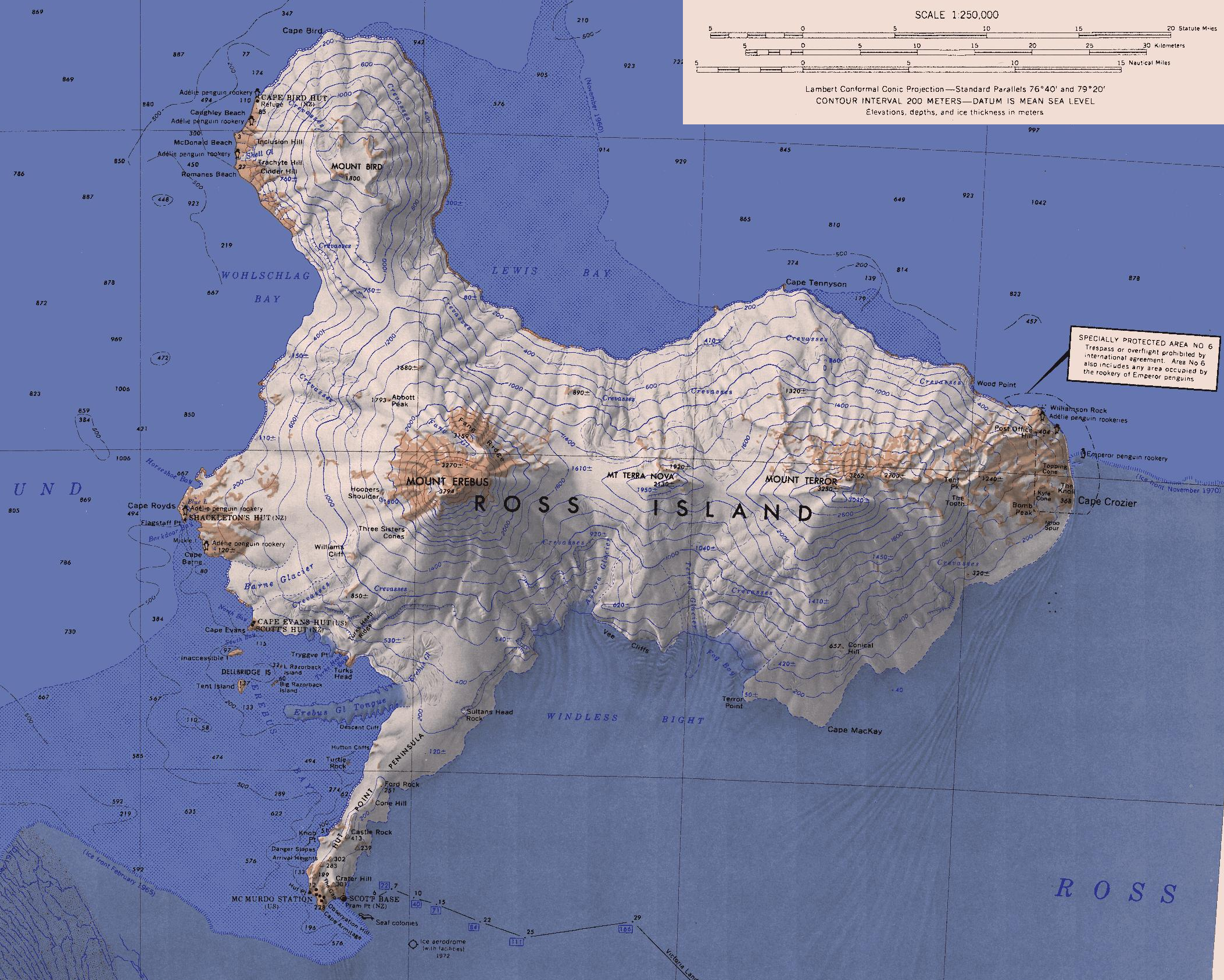
Карта острова Росса.
(Масштаб 1:250 000)

Вулкан був відкритий в 1841 році відомим мореплавцем і полярним дослідником Антарктики Джеймсом Кларком Россом і названий на честь одного з його кораблів («Террор»).
Вивчення гірських порід вулкана дало змогу встановити приблизний вік, який коливається в діапазоні від 0,82 до 1,75 мільйона років. Вулкан Террор не виказує ознак вулканічної активності. Час останнього виверження невідомий. У 2000 році, в районі вулкана, був зафіксований сильний землетрус.
Перше сходження на вулкан було зроблено експедицією із Нової Зеландії у 1959 році.

## Географічні об'єкти
Террор Точка (77°41′ пд. ш. 168°13′ сх. д. / 77.683° пд. ш. 168.217° сх. д.), розташована нижче вершини вулкана, східна межа туману, за 6 км на захід—північний-захід від мису Маккей. Назва вперше було використано членами Британської антарктичної експедиції 1901—1904 років (експедиція «Діскавері»).
Сідловина Террор (77°31′ пд. ш. 168°5′ сх. д. / 77.517° пд. ш. 168.083° сх. д.) — одна із трьох відомих сідловин снігу на острові Росса, розташована на висоті 1600 м між горою Терра Нова і горою Террор. Названа на честь гори Террор, яка піднімається на висоту в 3230 м, на схід від цієї сідловини.
Льодовик Террор (77°37′ пд. ш. 168°3′ сх. д. / 77.617° пд. ш. 168.050° сх. д.) — великий льодовик між горою Терра Нова і горою Террор на острові Росса. Сповзає по схилу в південному напрямку, в Безвітряну бухту. Так названий був Геологічною службою антарктичної експедиції, 1962—63 років, із Нової Зеландії через його зв'язок із горою Террор.